# Bell P-39 Airacobra
Il Bell P-39 Airacobra era un aereo da caccia monomotore, monoplano ad ala bassa, sviluppato dall'azienda aeronautica statunitense Bell Aircraft Corporation nella seconda metà degli anni trenta. Fu il primo caccia al mondo ad avere il carrello triciclo e il primo ad avere il motore installato al centro della fusoliera, alle spalle del pilota.
Prodotto in poco più di 9 500 esemplari, viene però ricordato per essere uno dei velivoli da combattimento più controversi impiegato dagli USA durante la seconda guerra mondiale. Condizionato dalle inadeguate prestazioni del suo propulsore alle alte quote, nei teatri europeo e del Pacifico si trovò surclassato nel ruolo di intercettore e venne gradualmente relegato a compiti secondari.
Rifiutato dalla britannica RAF dopo una sola missione di combattimento, venne al contrario particolarmente apprezzato nelle file della Voenno-vozdušnye sily, l'aeronautica militare dell'Unione Sovietica, che ricevette quasi metà della produzione, grazie alla "legge Affitti e prestiti", e lo impiegò, principalmente a bassa quota, sia in azioni di attacco al suolo che come caccia puro e intercettore di bombardieri e cacciabombardieri nemici. E fu proprio un Airacobra sovietico l'ultimo aereo abbattuto dalla Luftwaffe e ad ottenere l'ultima vittoria aerea della seconda guerra mondiale in Europa.
Nel corso del conflitto alcuni esemplari furono assegnati alle forze aeree di altri paesi alleati (Australia e Francia) e al Regno d'Italia, quale paese cobelligerante dopo gli eventi dell'8 settembre 1943.

## Storia del progetto
Il progetto dell'Airacobra nacque nel giugno del 1936 sulla base di una richiesta avanzata dall'USAAC a diversi produttori aeronautici, alla ricerca di un nuovo caccia con il quale sostituire il Boeing P-26, all'epoca in servizio, ed il Seversky P-35 di recente ordinato ma evidentemente considerato progetto di transizione.
Il sondaggio da parte dell'USAAC si concretizzò, nel marzo del 1937 nella specifica "No. X-609" che, non estremamente particolareggiata, consentì ai progettisti della Bell di proporre soluzioni non convenzionali rispetto alle contemporanee produzioni concorrenti (come già avvenuto nel caso del quasi contemporaneo Airacuda).
In prima istanza il progetto ideato dal gruppo di lavoro della Bell capeggiato da Robert J. Woods e Harland M. Poyer venne denominato Model 3 e si configurava come un monoplano ad ala bassa, con carrello d'atterraggio del tipo triciclo anteriore e motore disposto al centro della fusoliera, dietro alla cabina di pilotaggio; una soluzione che portava l'aereo ad assumere un aspetto simile a quello del Curtiss XP-37.

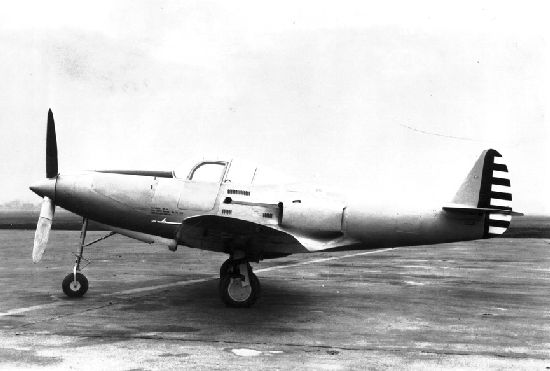
Il prototipo XP-39; sul lato sinistro della fusoliera la presa d'aria del turbocompressore.

Non è chiaro se nelle intenzioni dei progettisti la disposizione centrale del motore fosse prioritaria oppure se resa necessaria dall'installazione del pesante armamento previsto; in ogni caso il propulsore disposto nei pressi del centro di massa del velivolo, avrebbe dovuto garantire massima maneggevolezza all'aereo una volta in volo ed allo stesso tempo garantire ottima visuale di tiro al pilota. Con la realizzazione un mockup del progetto, fu presto chiaro che la posizione estremamente arretrata dell'abitacolo avrebbe creato problemi di visibilità verso il basso: la soluzione trovata fu quella di spostare il motore dietro le spalle del pilota, accorciando nel contempo lo spazio libero nel muso del velivolo per mantenere la posizione centrale del motore; questa seconda soluzione venne identificata con la denominazione interna di Model 4.
Elementi comuni ai due progetti, oltre alla configurazione del carrello d'atterraggio, erano l'armamento principale (che prevedeva l'impiego di un cannone calibro 37 mm progettato dalla American Armament Corporation, all'epoca del suo sviluppo noto come "T9") ed il motore (il V-12 Allison V-1710 dotato di turbocompressore, capace di erogare 1 150 hp di potenza), collegato all'elica tramite un lungo albero operante al di sotto della cabina di pilotaggio.
Per quanto le fonti siano contraddittorie nello stabilire se il progetto del Model 3 sia stato abbandonato per una scelta dei suoi progettisti o per decisione delle autorità aeronautiche, resta che all'inizio di ottobre del 1937 l'USAAC sottoscrisse con la Bell un contratto per la costruzione di un singolo prototipo del Model 4, assegnandogli la denominazione di XP-39. Dal canto suo la Bell partendo dal concetto del Model 3 sviluppò, qualche tempo dopo, il Model 32 che vide la luce come XP-77.
Le fonti si dividono anche sulla data del primo volo dell'Airacobra: diverse sono le indicazioni circa il 6 aprile 1938, ma numerose altre spostano l'evento più avanti di un anno esatto; il risultato dei primi test fu positivo, anche se non mancano riferimenti a seri problemi di natura aerodinamica, convincendo le autorità statunitensi a sottoscrivere un ordine per dodici esemplari di pre-serie identificati come YP-39.
Nel frattempo il prototipo dell'Airacobra fu sottoposto ad una serie di prove in galleria del vento curate dal NACA, al termine delle quali furono date indicazioni per la realizzazione di alcune modifiche aerodinamiche; ma la modifica di maggior rilievo fu dettata direttamente dall'USAAC che, secondo alcuni, non ritenne necessario attrezzare l'Airacobra per la difesa ad alta quota e diede disposizione di impiegare una versione del motore Allison priva di turbocompressore, ma unicamente dotata di compressore meccanico ad un singolo stadio; le ragioni della scelta vengono per altro definite confuse e viene ipotizzato che nella scelta abbia inciso la possibilità di eliminare l'ingombrante presa d'aria sul lato sinistro della fusoliera, grazie alla quale veniva raffreddato il turbocompressore.
Sulla base delle modifiche richieste, il prototipo venne rivisto, denominato XP-39B e portato nuovamente in volo il 25 novembre 1939 mentre il primo degli esemplari di pre-serie volò il 13 settembre del 1940; questi, cui si aggiunse un tredicesimo esemplare inizialmente designato XP-39A e dedicato ai test per una variante del motore Allison destinato alle quote elevate, furono utilizzati per test di valutazione e non furono mai assegnati a reparti operativi.

## Tecnica
Dalle officine della Bell, situate a Buffalo, uscirono circa 9 600 esemplari di Airacobra, suddivisi in dieci versioni, in un periodo di tempo che va dal 1938 al 1944: in quegli anni non era ancora in uso suddividere in "blocchi produttivi" della medesima versione esemplari che tra loro differissero per elementi di scarsa rilevanza per cui, nel caso dell'Airacobra, piccole variazioni rispetto agli esemplari della serie D portarono alle versioni F, G, K, L, M ed N piuttosto che a nuovi blocchi della versione D.
Le modifiche tra una versione e l'altra riguardarono in modo prevalente il progressivo aggiornamento del gruppo motopropulsore e dell'armamento installati. Relativamente modeste furono invece le modifiche alla struttura ed alle forme aerodinamiche del velivolo durante tutta la sua fase produttiva.

### Cellula
Dal punto di vista strutturale l'Airacobra era un aereo monomotore e monoplano ad ala bassa, realizzato interamente in metallo (prevalentemente leghe di alluminio e magnesio); solo le superfici di controllo erano ricoperte in tela trattata. L'aereo si caratterizzava per la disposizione centrale del motore collocato subito alle spalle della cabina di pilotaggio; la fusoliera era realizzata in due parti: quella anteriore, che comprendeva le zone del motore e quella della cabina fino all'elica, era realizzata con due travi portanti parallele che sostenevano il gruppo motopropulsore e la cabina di pilotaggio e integravano la sezione centrale delle ali.

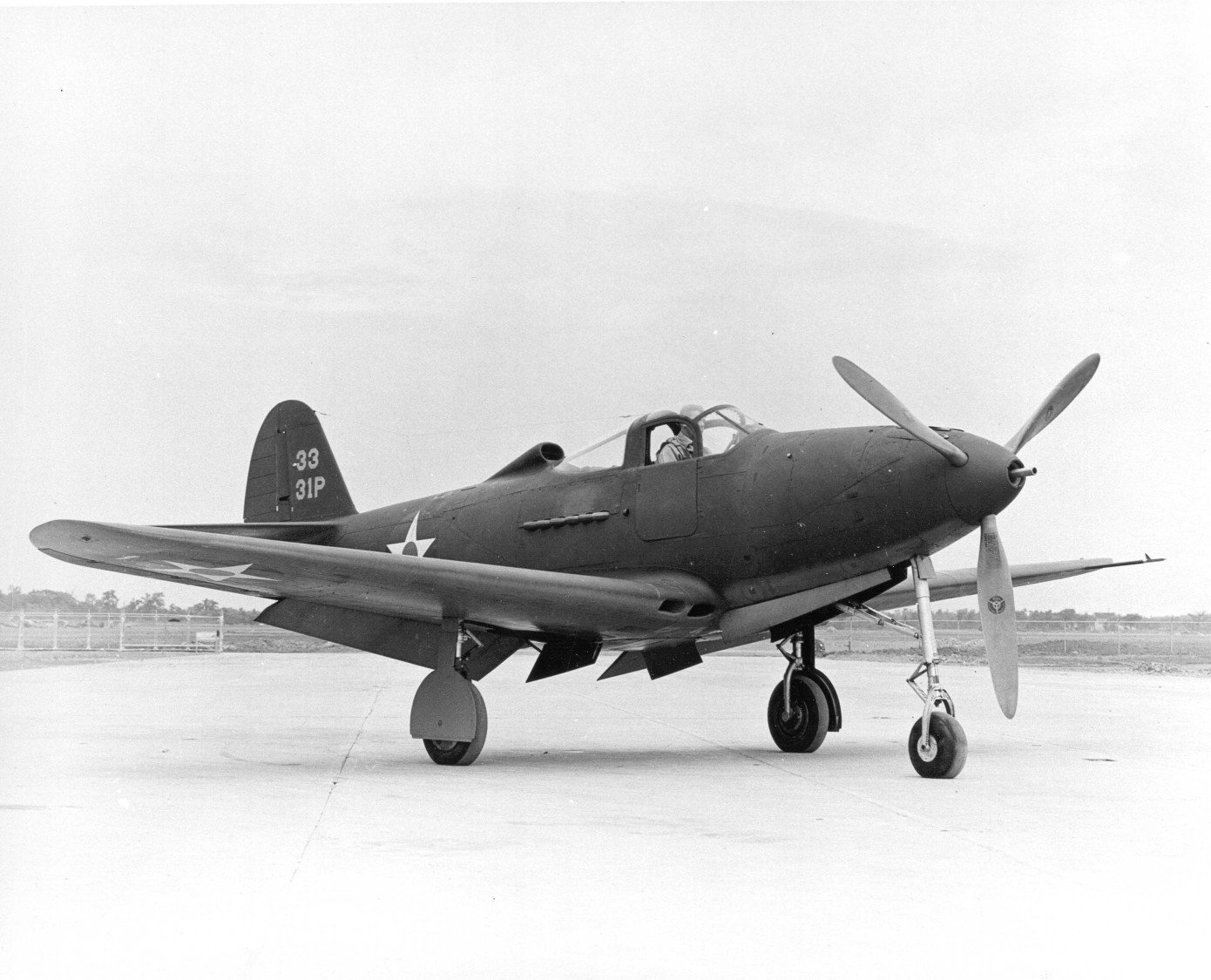
Un Bell P-39; la coccarda dell'USAAC, visibile in fusoliera e sotto le ali, indica che la foto è precedente al luglio del 1941. Le insegne in coda indicano l'appartenenza al 31st Pursuit Group (Interceptor)

La parte posteriore della fusoliera era di tipo semimonoscocca; di lunghezza considerevolmente inferiore era destinata a sostenere l'impennaggio, di tipo classico, con lo stabilizzatore orizzontale collocato alla base della deriva.
Le ali dell'Airacobra presentavano struttura con centine e doppio longherone; all'interno dello spessore alare erano stati disposti parte dell'armamento ed i relativi serbatoi di munizioni, i serbatoi di carburante ed il carrello d'atterraggio. Sul bordo d'entrata, in prossimità della radice, erano realizzate le prese d'aria per il liquido di raffreddamento e per il lubrificante.
Nell'XP-39 i serbatoi potevano contenere 150 galloni di carburante (circa 568 l) ma la loro capacità venne ridotta, a partire dalla versione P-39D, a 120 U.S. gal per l'impiego di serbatoi autostagnanti la cui installazione era stata raccomandata nel corso delle prove di valutazione. Con la realizzazione della variante P-39D l'Airacobra venne dotato della possibilità di trasportare esternamente, al centro della fusoliera, un serbatoio ausiliario di carburante, sganciabile: alternativamente fra loro, potevano essere impiegati serbatoi esterni da 75 oppure 150 U.S. gal (rispettivamente 284 e 568 L di carburante). L'utilizzo dei serbatoi esterni consentì, da un lato, di ampliare il raggio d'azione del caccia e, dall'altro, permise alla Bell di ridurre il peso al decollo di una parte dei P-39N e dei P-39Q, già cresciuto a causa della crescita delle protezioni passive e del munizionamento: in numerosi esemplari di queste due serie la capacità complessiva dei serbatoi interni fu perciò ridotta a 87 U.S. gal (poco più di 329 l).
Nel corso dello sviluppo le dimensioni esterne dell'Airacobra rimasero pressoché invariate: solamente nel passaggio dalla versione P-39C alla P-39D la fusoliera subì un modesto allungamento (14 cm). Dal punto di vista esteriore il prototipo XP-39 presentava, nella zona centrale della fusoliera, due prese d'aria: a sinistra per il turbocompressore ed a destra per il radiatore dell'impianto di lubrificazione. La rinuncia al turbocompressore comportò la modifica della forma aerodinamica della fusoliera, con lo spostamento della presa d'aria del radiatore dal lato destro al bordo d'entrata delle ali; nella parte dorsale della fusoliera venne realizzato un piccolo, caratteristico, airscope in funzione di presa d'aria per il carburatore.
La cabina di pilotaggio si contraddistingueva per la presenza di due sportelli d'accesso di tipo automobilistico che furono mantenuti in tutte le varianti prodotte; la vetratura dell'abitacolo, che si prolungava anche alle spalle del pilota, era sostenuta da montanti longitudinali e trasversali e solamente in alcuni esemplari della variante P-39N il blindovetro venne sostituito da una blindatura metallica. Negli esemplari convertiti per fungere da addestratori (aerei in origine appartenenti alla versione P-39Q) l'abitacolo aggiuntivo fu realizzato davanti a quello originario, nell'area inizialmente destinata ad ospitare l'armamento.
Il carrello d'atterraggio era di tipo triciclo anteriore; tutti gli elementi erano monoruota: quello anteriore, dotato di ruota sterzante ma non direttamente controllata dal pilota, si ritraeva nella prua con movimento retrogrado, mentre i due elementi posteriori, imperniati nella parte centrale delle ali, si ritraevano verso il centro della fusoliera.

### Motore
L'unità motrice del Bell P-39 fu, durante tutto il suo processo evolutivo, l'Allison V-1710 un dodici cilindri con architettura a V e raffreddamento a liquido, dalla cilindrata di 1 710,6 in³ (poco più di 28 000 cm³).
Caratteristica peculiare dell'Airacobra fu la posizione centrale del motore, allo stesso tempo utile e necessaria per consentire l'installazione nel muso dell'aereo dell'armamento e potenzialmente vantaggiosa per la distribuzione dei pesi rispetto al centro di massa del velivolo. Per quanto inusuale questa disposizione era stata già sperimentata in passato, senza particolare successo, nel britannico Westland F.7/30 e nell'olandese Koolhoven F.K.55.

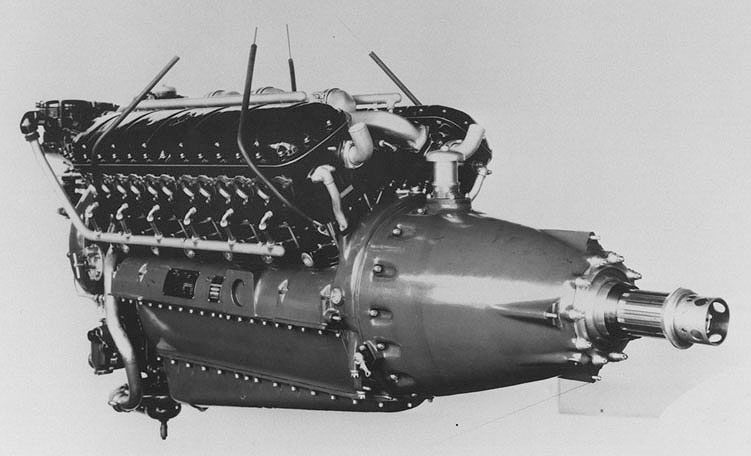
Primo piano dell'Allison V-1710.

La posizione centrale del motore richiese l'utilizzo di un lungo albero che collegasse l'unità motrice all'elica, passando al di sotto del sedile del pilota. La particolare disposizione del propulsore fu inizialmente causa di timori da parte dei piloti che consideravano pericolosa la presenza del motore alle loro spalle e quella dell'albero e dei suoi ingranaggi sotto il sedile in caso di incidente. Studi condotti in epoca successiva sull'esito di numerosi incidenti occorsi al P-39, dimostrarono che la cabina di pilotaggio non riportava danni particolari malgrado la dispersione di altre parti meccaniche del velivolo.
Elemento particolarmente dibattuto nelle fonti reperite è la rinuncia, già dopo le prime prove di volo, all'impiego del turbocompressore collegato al motore Allison. Alcuni attribuiscono la scelta all'USAAC, interessata ad un caccia da destinare alle operazioni alle quote meno elevate, in particolare in quanto la difesa contro minacce portate alle quote superiori non sarebbe stata percepita come prioritaria per le prestazioni dell'aereo dalle autorità miliari, la cui scarsa esperienza in materia sarebbe risultata determinante, in negativo. Vi sono tuttavia opinioni discordanti circa questa teoria, in quanto nello stesso periodo l'USAAC stava valutando il Lockheed P-38 Lightning sul quale il turbocompressore venne mantenuto.
Altre fonti riportano che la decisione sia stata determinata da ragioni di nautura aerodinamica, dato che prove condotte presso la NACA avevano indicato nella presa d'aria del turbocompressore la causa principale per la quale l'Airacobra non era stato in grado di raggiungere la velocità massima di 400 mph.
Per altro la modifica suggerita sarebbe stata accettata di buon grado anche dai vertici della casa costruttrice poiché le iniziali difficoltà di messa a punto del turbocompressore avrebbero rischiato di ritardare la messa in produzione del P-39, primo progetto della neocostituita Bell Aircraft ad ottenere ordini da parte delle forze armate statunitensi, con le inevitabili ricadute finanziarie che ne sarebbero potute derivare.
Per quanto concerne le eliche, il P-39 ne impiegò diversi modelli: prevalentemente tripala, inizialmente erano prodotte dalla Curtiss Electric, ma difficoltà nelle consegne (causate dalla crescente richiesta) portarono all'utilizzo di eliche realizzate dalla Aeroproducts; in tutti i casi, all'interno del mozzo passava la canna del cannone, principale arma da fuoco impiegata dall'Airacobra.
La tabella seguente riporta la versione del motore Allison impiegata per ogni variante del P-39 (Se non diversamente indicato i dati sono tratti da "Bell Aircraft since 1935").

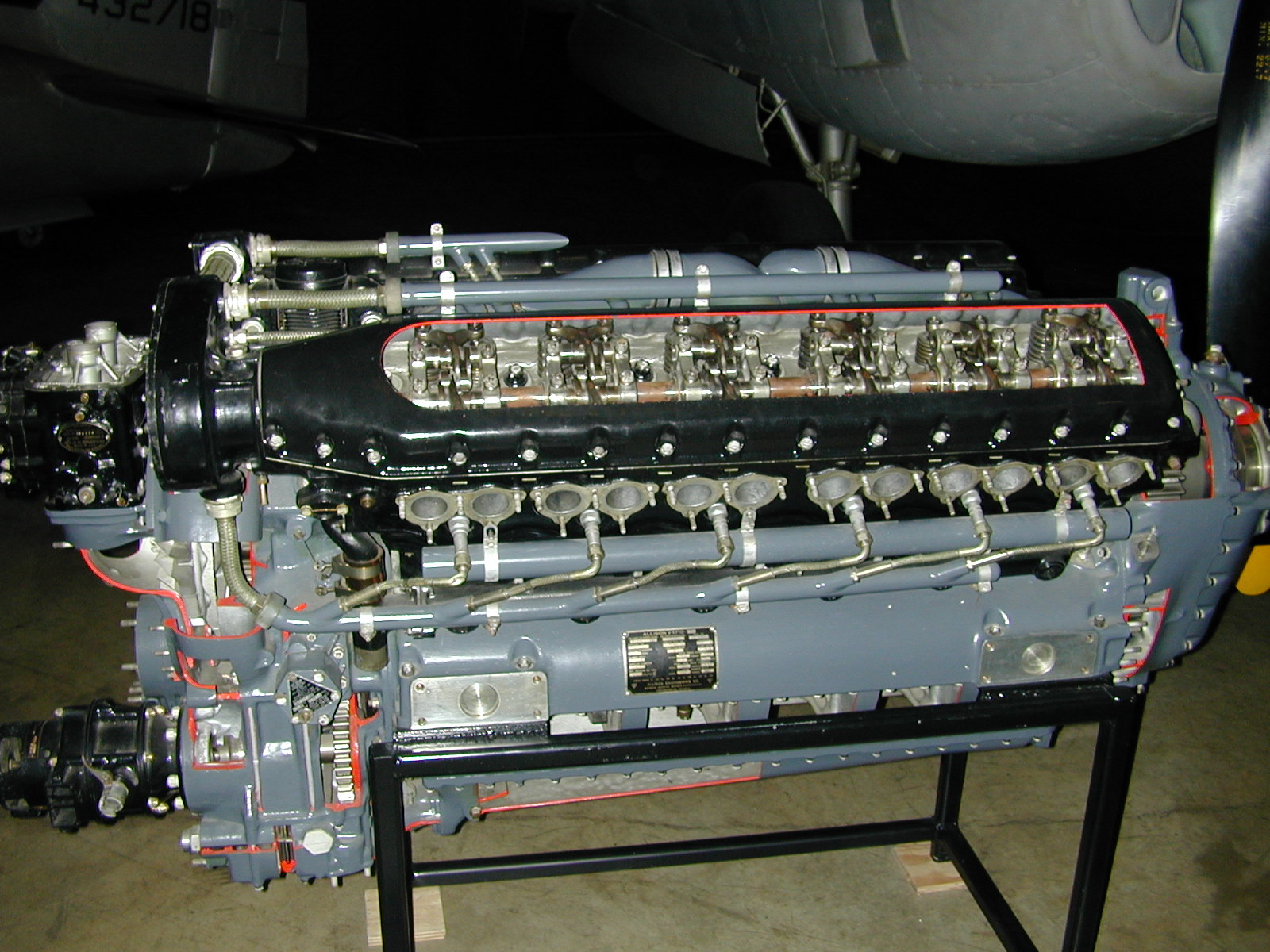
Un esemplare dell'Allison V-1710 esposto all'USAF Museum, Dayton, Ohio, Stati Uniti

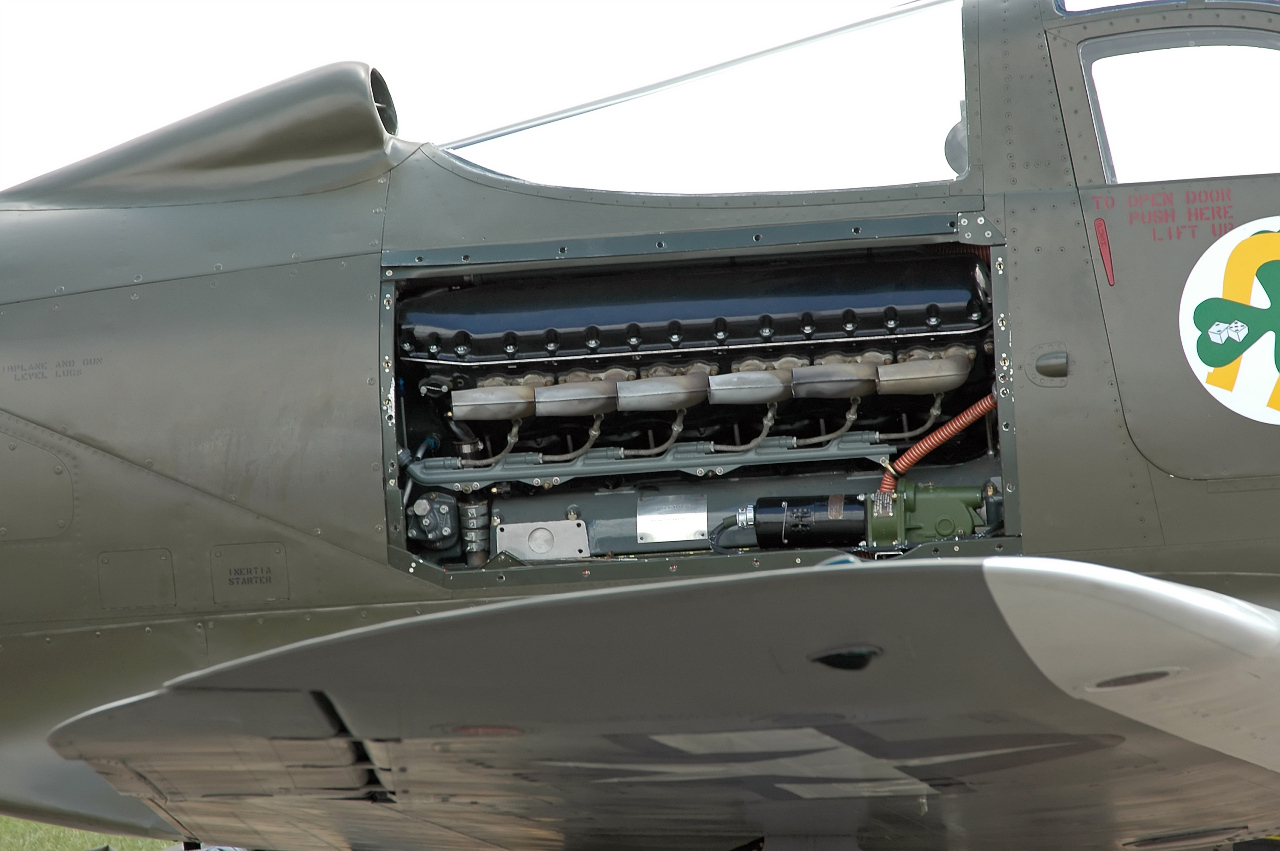
Primo piano del vano motore di un Airacobra; si distinguono i condotti di scarico dell'Allison V-1710

| Versione               | Motore    | hp    | kW  |
| ---------------------- | --------- | ----- | --- |
| XP-39                  | V-1710-17 | 1 150 | 860 |
| XP-39B                 | V-1710-39 | 1 090 | 816 |
| YP-39                  | V-1710-37 | 1 090 | 816 |
| P-39C                  | V-1710-35 | 1 150 | 860 |
| P-39D                  | V-1710-35 | 1 150 | 860 |
| P-39D-2                | V-1710-63 | 1 325 | 988 |
| Airacobra Mk.I (P-400) | V-1710-35 | 1 150 | 860 |
| P-39F                  | V-1710-35 | 1 150 | 860 |
| P-39J                  | V-1710-59 | 1 100 | 820 |
| P-39K                  | V-1710-63 | 1 325 | 988 |
| P-39L                  | V-1710-63 | 1 325 | 988 |
| P-39M                  | V-1710-83 | 1 200 | 895 |
| P-39N                  | V-1710-85 | 1 200 | 895 |
| P-39Q                  | V-1710-85 | 1 200 | 895 |

### Sistemi
Durante la loro vita operativa due distinti lotti di Airacobra furono modificati per l'impiego nel ruolo di ricognitori fotografici: un primo gruppo di ventisei aerei della variante P-39D acquisirono la denominazione P-39D-3 ed allo stesso modo undici P-39D-1 vennero trasformati in P-39D-4. In entrambi i casi la modifica principale consisteva nell'installazione di fotocamere Type K-24 e Type K-25 prodotte dalla Eastman Kodak Company.

### Armamento
L'armamento dell'Airacobra fu un altro dei suoi elementi caratteristici. Il progetto iniziale prevedeva che tutte le armi fossero concentrate nel muso dell'aereo e che l'arma principale fosse un cannone sparante attraverso il mozzo dell'elica: furono prese in considerazione due soluzioni alternative, una consistente in un'arma calibro 25 mm, mentre la seconda prevedeva l'utilizzo di un cannone calibro 37 mm fabbricato dalla American Armament Corporation, azienda sussidiaria della Oldsmobile. La scelta finale ricadde sull'arma di maggior calibro, denominata "T-9" oppure "M-4" (la designazione "M-4" risulta essere, almeno secondo alcuni, la designazione del modello una volta prodotto in serie, inizialmente noto come "T-9").

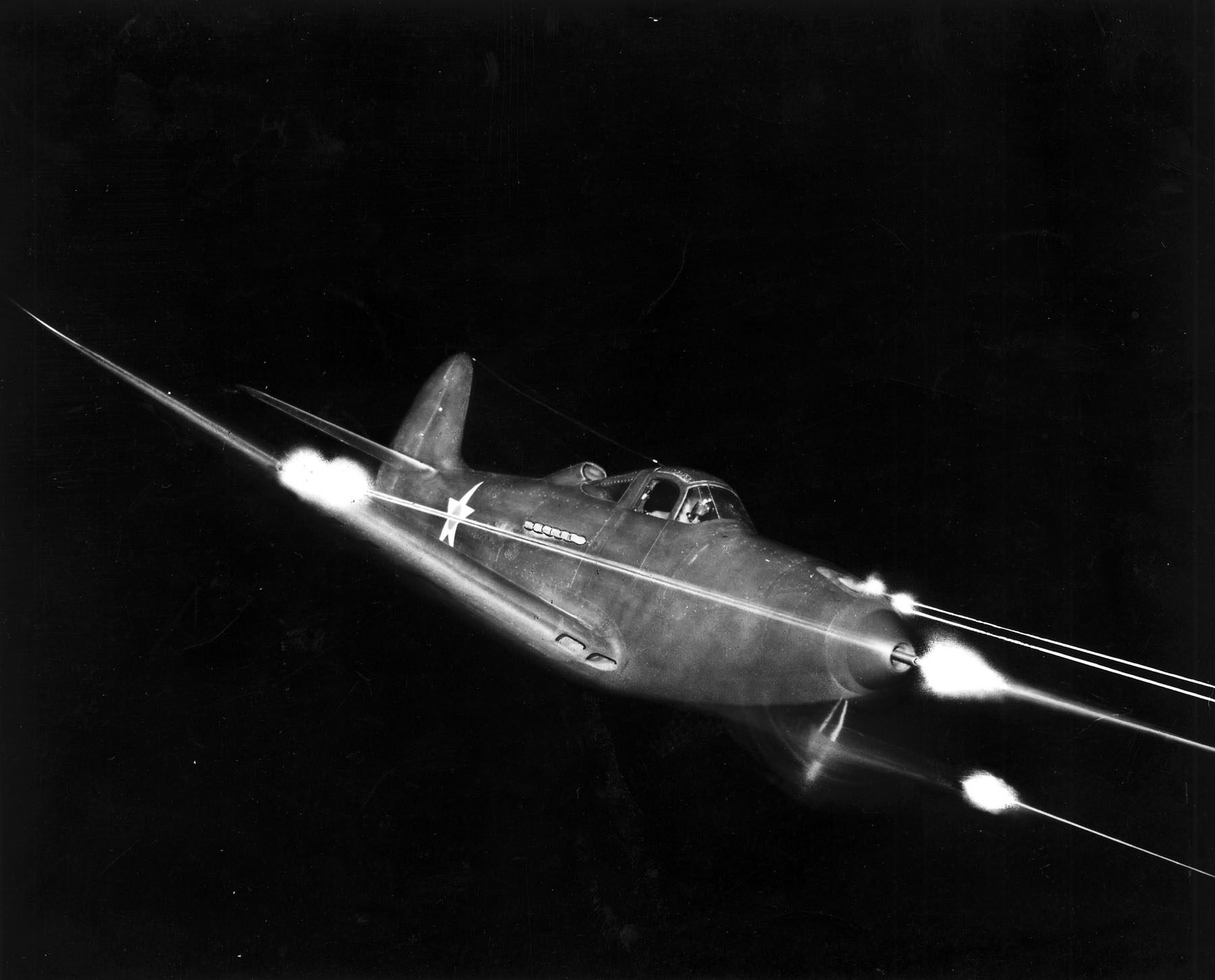
Un P-39 ripreso di notte mentre spara con tutte le sue armi primarie: il cannone calibro 37 mm che spunta dal mozzo dell'elica, le due mitragliatrici nella parte superiore del muso e le altre due nelle ali.

Oltre all'arma principale, il progetto prevedeva la presenza nel muso di quattro mitragliatrici, due calibro 0.50 in e due calibro 0.30 in; vi sono tuttavia fonti che sostengono che le due armi di calibro minore siano state aggiunte solo in un secondo tempo. Il primo prototipo dell'Airacobra venne realizzato completamente disarmato, mentre tutte le cinque armi furono regolarmente installate negli esemplari di pre-serie (YP-39) e mantenute invariate, sia per calibri che per posizionamento, negli esemplari della versione P-39C.
Con il passaggio alla produzione in serie del P-39D l'armamento dell'Airacobra subì la prima considerevole variazione: dal muso vennero eliminate le due mitragliatrici calibro 0.30 in, mentre quattro armi dello stesso tipo furono installate (due per lato) nelle ali, ciascuna dotata di 1 000 proiettili. Allo stesso tempo venne raddoppiata la dotazione di munizioni per il cannone "M-4", passata da 15 a 30 proiettili; restò invece invariato il numero di 200 proiettili disponibili per ciascuna delle due mitragliatrici calibro 0.50 in. Con la dotazione della rastrelliera ventrale, di cui si è già detto a proposito dei serbatoi supplementari di carburante, il P-39D fu anche in grado di trasportare carichi offensivi, costituiti da una bomba da 300 lb oppure da 600 lb (rispettivamente 136 o 272 kg).
Una nuova importante modifica all'armamento offensivo dell'Airacobra fu apportata negli esemplari realizzati per l'esportazione secondo i termini previsti dalla Legge Affitti e prestiti: gli esemplari della variante identificata come Airacobra Mk.I, al fine di uniformare l'armamento allo standard britannico, furono equipaggiate con un cannone "M-1" (con 60 proiettili) in luogo dell'originario "M-4" e con mitragliatrici alari calibro 0.303 in. Anche gli esemplari delle varianti P-39D-1 e P-39D-2, (anch'essi in origine destinati alla RAF) mantennero il cannone "M-1" ma in questo caso non vi fu la sostituzione delle mitragliatrici alari, che rimasero quelle calibro 0.30 in.
L'ultima modifica all'armamento del P-39 fu introdotta con la comparsa della variante P-39Q: le quattro mitragliatrici alari calibro 0.30 in, ormai inefficaci secondo i piloti che le utilizzavano tanto che quelli sovietici usavano definirle "gratta-vernice", furono sostituite con due armi (una per semiala) da 0.50 in collocate non più all'interno dello spessore alare ma in apposite carenature subalari, ciascuna equipaggiata con 300 proiettili.

## Impiego operativo
La Francia ed il Regno Unito, alla ricerca di aerei da combattimento di pronta disponibilità, avevano ordinato numerosi esemplari dell'Airacobra fin dall'aprile del 1940. Mentre la Francia fu sopraffatta dall'invasione tedesca prima di poter ricevere i propri velivoli, la RAF ricevette i primi esemplari nel mese di luglio dello stesso anno e ne permise l'impiego operativo prima della fine di settembre ma le prestazioni non soddisfacenti ed i problemi meccanici riscontrati ne decretarono la dismissione prima della fine dell'anno, con solo poche uscite operative all'attivo.
In patria l'Airacobra fu assegnato ai reparti dell'USAAC a partire dal mese di febbraio del 1941; l'aviazione, riorganizzata nel giugno successivo con il nome di United States Army Air Forces, all'epoca dell'attacco di Pearl Harbor (il 7 dicembre di quello stesso anno) equipaggiava con il caccia della Bell cinque dei propri Pursuit Group (Gruppi da Caccia). L'aviazione statunitense fu anche la prima a schierare l'Airacobra in combattimento, nei cieli australiani, il 30 aprile del 1942.
La forza aerea a fare il maggior uso dell'Airacobra fu però la sovietica Voenno-vozdušnye sily SSSR che, a partire dal mese di maggio del 1942, impiegò progressivamente oltre la metà di tutti gli Airacobra costruiti, facendone l'aereo di produzione straniera maggiormente diffuso nei propri reparti.
Nell'estate del 1942 alcuni esemplari furono forniti anche alla Royal Australian Air Force ed altri andarono alle Forces aériennes françaises libres nella primavera del 1943. L'Aeronautica Cobelligerante Italiana venne dotata di Airacobra provenienti dalle file dell'USAAF nel giugno del 1944.

### Australia

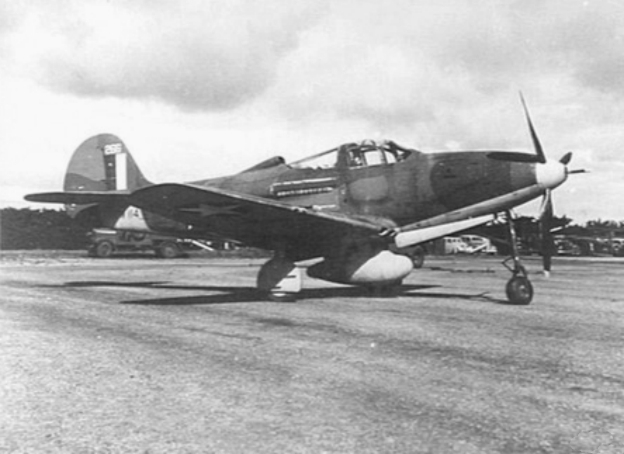
Un Airacobra con le insegne della RAAF, ma proveniente da un lotto in uso presso l'USAAC: si noti la coccarda sotto l'ala destra.

La RAAF, nell'ambito del programma Lend-Lease, ricevette complessivamente trenta Airacobra tra il mese di luglio del 1942 e quello di giugno dell'anno seguente; si trattava prevalentemente di aerei della versione P-39D che vennero presi in carico con la denominazione locale A53. Gli aerei furono utilizzati brevemente per compiti di pattugliamento a contrasto della minaccia giapponese ma non ebbero occasione d'impiego in combattimento.  Tutte le macchine, tranne due perdute in incidenti, furono restituite all'USAAF entro l'autunno del 1943.

### Francia
Con il deteriorarsi della situazione in Europa, nel corso del 1939 la Francia ed il Regno Unito costituirono una speciale commissione destinata a negoziare l'acquisto di aeroplani e motori nel tentativo di riequilibrare i rapporti di forza nei confronti della Germania. Il Bell P-39 attirò ben presto l'attenzione della commissione, in forza delle prestazioni dichiarate dal costruttore: autorizzata dal Dipartimento della Guerra la Bell concluse nell'ottobre del 1940 un contratto milionario per la fornitura di 200 Airacobra. A causa della repentina vittoria dei tedeschi e del conseguente disfacimento dello stato francese, nessuno di questi velivoli venne mai effettivamente consegnato e più tardi l'ordine francese venne rilevato dal governo britannico.
Tre anni dopo, nell'aprile del 1943, in base agli accordi presi nel corso della Conferenza di Casablanca le Forces aériennes françaises libres ricevettero 165 esemplari tra P-39N e P-39Q con i quali vennero riequipaggiati tutti i reparti schierati in nordafrica, in sostituzione degli ormai vetusti Dewoitine D.520.
Inizialmente impiegati in missioni di pattugliamento costiero sotto l'egida del Royal Air Force Coastal Command, i P-39 francesi vennero progressivamente affiancati dai più recenti Republic P-47 Thunderbolt e destinati a compiti di addestramento per gli equipaggi da caccia. Negli ultimi mesi di guerra il teatro operativo degli Airacobra francesi divennero le Alpi ed i cieli del nord Italia.
In Francia il P-39 rimase in servizio fino all'inizio degli anni cinquanta, in particolare utilizzato nel Centre d'Instruction à la Chasse (CIC) di Meknès e nel Centre d'Essais en Vol (CEV) di Brétigny-sur-Orge.

### Polonia
L'impiego dell'Airacobra da parte della Lotnictwo ludowego Wojska Polskiego fu assolutamente marginale: un P-39Q fu preso in carico nel novembre del 1944 ed utilizzato dal comandante in capo dell'aviazione, Fiodor Polenine; dismesso nel 1948 fu assegnato ad una scuola tecnica. Analogo impiego fu assegnato ad un secondo esemplare originariamente impiegato dall'aviazione sovietica.

### Portogallo
L'Arma da Aeronáutica Militar ebbe occasione di utilizzare una ventina di esemplari dell'Airacobra, ottenuti in modo del tutto inusuale e, almeno per quanto riguarda la difformità delle versioni reperite dalle fonti disponibili, controverso: tra la fine del 1942 e l'inizio del 1943 diversi P-39 atterrarono, inattesi, sulla pista dell'aeroporto di Lisbona.
Non è chiaro se si trattò di un errore occorso durante un volo di trasferimento verso il nordafrica oppure di un atterraggio di emergenza per cause meccaniche o meteorologiche, così come emergono difformità nell'indicazione della tipologia dei velivoli (P-39D oppure P-39L e P-400). In ogni caso, poiché il Portogallo si era mantenuto neutrale rispetto ai due schieramenti in guerra, gli aerei furono internati e presi in carico dall'aviazione.
Questa soluzione sarebbe stata concordata con l'USAAF che avrebbe fornito quattro ulteriori esemplari di Airacobra ottenendo in cambio il pagamento in denaro di 20 000 $ per ciascun aereo ed il rilascio di tutti gli aviatori internati in Portogallo.
In tutto gli Airacobra portoghesi risulterebbero pertanto diciotto o diciannove e sarebbero rimasti in servizio fino al 1946 o al 1950, per poi essere dismessi anche per carenza di parti di ricambio.

### Regno d'Italia

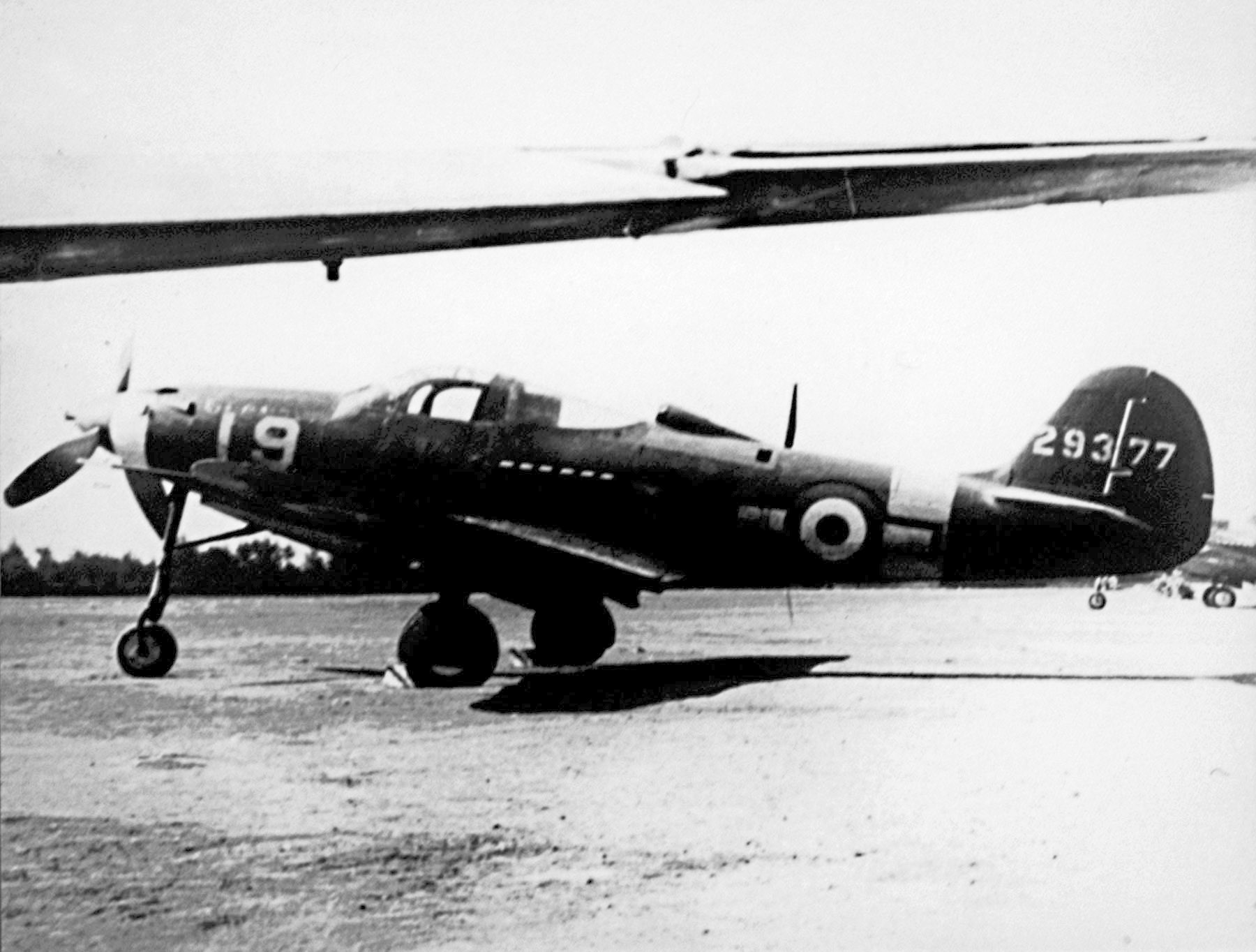
Uno dei Bell P-39N-1 Airacobra in organico al 4º Stormo C.T. dell'Aeronautica Cobelligerante Italiana. Si noti la coccarda tricolore apposta sopra quella della statunitense USAAF.

L'Airacobra fu il primo velivolo alleato in dotazione ai reparti dell'Aeronautica Cobelligerante Italiana. Anticipata nel corso una dichiarazione di Winston Churchill alla Camera dei comuni il 24 maggio del 1944, l'assegnazione dei P-39 ai reparti dell'aviazione del Regno del Sud ebbe luogo nel mese di giugno.
Si trattò di un lotto di 170 velivoli assegnati al 4º Stormo, macchine già da mesi non più utilizzate dalla 15th Air Force statunitense ed accantonati sull'aeroporto di Napoli-Capodichino; di questi aerei solo 149 saranno utilizzati operativamente: 75 P-39Q e 74 P-39N, questi ultimi destinati all'addestramento.
Dal 20 giugno il personale del reparto si trasferì sulla base di Campo Vesuvio, un'installazione provvisoria alleata, costruita con grelle su una base di polvere di pomice in prossimità di Ottaviano a pochi chilometri da Napoli. Per quanto la sistemazione fosse considerata infelice, suscitando le proteste e la richiesta di una diversa dislocazione da parte dei capi squadriglia, la decisione dei vertici alleati rimase immutata. La diversa concezione e le logore condizioni degli aerei e della base sono considerate la causa di numerosi incidenti che interessarono i reparti provocando, in poco meno di tre mesi, il decesso di tre piloti: il sottotenente Moresi (il 20 luglio), il sergente maggiore Teresio Martinoli (il 25 agosto) (considerato dall'aeronautica militare italiana l'"asso degli assi" della seconda guerra mondiale, con 22 vittorie individuali accertate più due probabili e 14 più una probabile in compartecipazione) ed il sottotenente Silvestri (il 27 settembre); tutti gli incidenti avvennero durante missioni di addestramento o trasferimento, senza nessun coinvolgimento in combattimento.
Nel frattempo, a partire dal 7 di luglio, l'Aeronautica Cobelligerante Italiana era stata inquadrata nell'ambito della Balkan Air Force. Le basi operative del 4º Stormo variarono progressivamente con l'avanzata delle truppe alleate sul territorio italiano e su quello balcanico ed i P-39Q si trovarono ad operare, in ordine cronologico tra la fine del 1944 ed i primi mesi del 1945, dalle basi di Leverano, Galatina e Canne. Le missioni furono sempre destinate ad appoggiare l'avanzata alleata nella penisola balcanica sia mediante attacchi portati direttamente alle colonne o alle infrastrutture tedesche, sia mediante operazioni di scorta ai CANT Z.1007 ed ai Savoia-Marchetti S.M.82 dello Stormo Notturno, impegnati nelle missioni di lancio di rifornimenti in favore della Divisione partigiana "Garibaldi" e dei reparti partigiani jugoslavi.
Alla data dell'8 maggio 1945 risultavano in carico all'aviazione italiana ancora un centinaio di Airacobra di cui una decina presso la Scuola Addestramento Bombardamento e Caccia, operativa presso l'aeroporto di Frosinone. Nel dopoguerra il loro utilizzo nelle file dell'Aeronautica Militare proseguì fino al 1951, per quanto il logorio delle macchine fosse una costante preoccupazione e fonte di incidenti, l'ultimo dei quali (il 10 maggio 1950) costò la vita al tenente colonnello Francis Leoncini.

### Regno Unito
L'interessamento delle autorità militari britanniche nei confronti del P-39 risale al 1940 quando la British Direct Purchase Commission era in visita negli Stati Uniti alla ricerca disperata di aerei da combattimento. Attratti dalle performance che la Bell vantava per il proprio nuovo caccia, gli inglesi sottoscrissero, nell'aprile di quell'anno, un ordinativo per un totale di 675 Bell Model 14, cui fu assegnata la denominazione di Caribou.

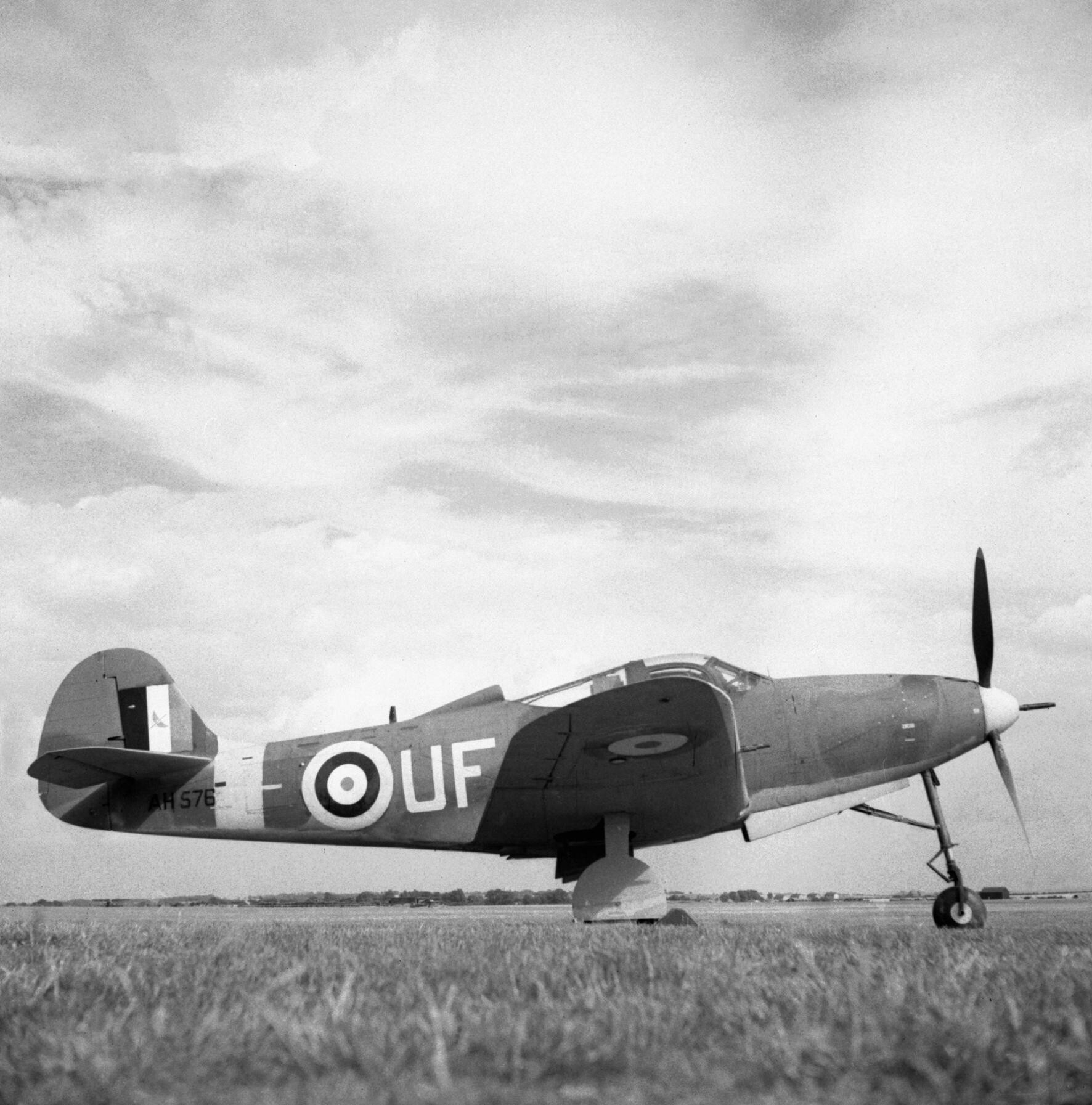
Un Airacobra con le insegne del No. 601 Squadron della RAF, sulla pista dell'aeroporto di Duxford (Cambridgeshire) nell'agosto del 1941.

Il primo contatto di un pilota britannico con il P-39 avvenne però solo il 30 dicembre del 1940, mentre i primi tre esemplari (esattamente tre P-39C) furono consegnati, smontati, via nave alla base RAF Colerne (nello Wiltshire) nel successivo mese di luglio.
I test effettuati sulle macchine di serie resero evidente che le prestazioni dell'aereo, nel frattempo ridenominato Airacobra anche dalla RAF, non erano più quelle messe in luce dal prototipo leggero e disarmato ma condizionate dall'equipaggiamento militare, dall'armamento e dalle corazzature necessarie per un aereo da combattimento. In particolare emerse il limite rappresentato dalla mancanza del turbocompressore che rendeva "assolutamente inutile" l'Airacobra se impiegato al di sopra dei 20 000 ft (circa 6 100 m), quota per altro raggiunta in 11 minuti e 42 secondi, circa 4 minuti più tardi di quanto possibile con uno Spitfire Mk.Vb.
In ogni caso fu deciso di mettere in servizio i nuovi caccia: il primo reparto a ricevere gli esemplari dichiarati operativi (dopo aver ricevuto alcune modifiche minori suggerite dall'Aeroplane and Armament Experimental Establishment della RAF) fu il No. 601 Squadron della RAF che ricevette il permesso per svolgere missioni di combattimento alla fine di settembre del 1941. Tra il 9 e l'11 ottobre il reparto svolse alcune missioni sulle coste francesi ed olandesi, trovando come bersaglio solamente alcune chiatte da trasporto tra Gravelines e Calais.
Malgrado fosse stato rilevato che l'Airacobra potesse esprimere al meglio le proprie potenzialità al di sotto dei 20 000 ft, in particolare in compiti di attacco al suolo, il persistere di alcuni problemi alla bussola, che tendeva a disallinearsi, e l'infiltrazione di vapori tossici in cabina (problemi che sorgevano in conseguenza dell'impiego delle armi) determinarono la scelta della RAF di dismettere gli Airacobra (sostituiti a marzo del 1942 con gli Spitfire Mk.Vb) e di destinare i rimanenti esemplari ricevuti all'Unione Sovietica.
Complessivamente furono circa ottanta gli aerei utilizzati dalla RAF, la maggior parte per prove di vario genere; uno in particolare (matricola AH574) fu equipaggiato con un gancio di coda ed utilizzato per svolgere prove di volo dalla portaerei HMS Indefatigable, nell'estate del 1944. Questo Airacobra finì per rimanere in servizio fino al 18 marzo del 1948.
Rispetto al quantitativo ordinato, la RAF ricevette solamente altri duecento Airacobra che furono riassegnati ai russi nell'ambito del piano di aiuti forniti dagli alleati. I rimanenti velivoli vennero trattenuti direttamente dagli Stati Uniti, nel frattempo entrati in guerra, e contrassegnati con la denominazione P-400, non rispondente allo standard in uso.

### Stati Uniti d'America

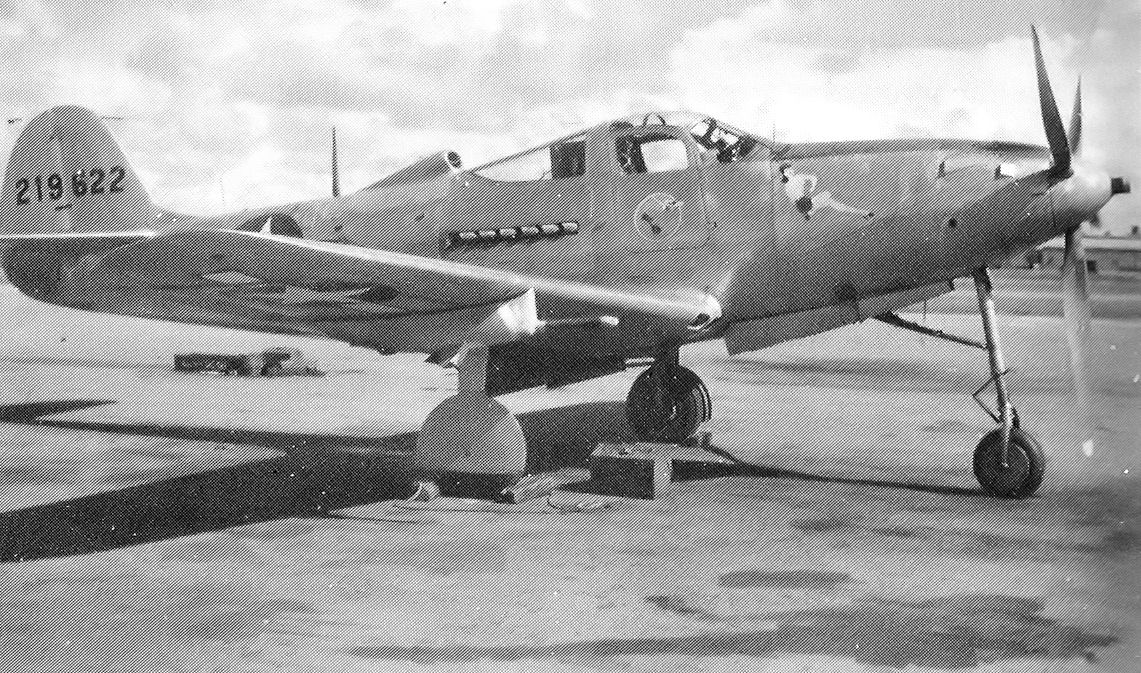
Un P-39Q appartenente 4th Reconnaissance Squadron schierato nella base di Borinquen Field (Porto Rico), nel 1943.

Oggetto di un primo ordine per 809 aerei (realizzati nelle due varianti "C" e "D") sottoscritto tra agosto ed ottobre del 1939, il P-39 fece la propria comparsa nei reparti dell'USAAC nella prima metà del 1941: il primo reparto a ricevere il nuovo caccia fu il 39th Pursuit Squadron, parte del 31st Pursuit Group, seguito a breve dai 40th e 41st Pursuit Squadron (anch'essi inquadrati nel 31st Pursuit Group). I tre reparti trascorsero gli ultimi mesi prima dell'entrata in guerra effettuando diverse manovre svolte per lo più nel sud degli Stati Uniti.
Alla data del 7 dicembre 1941, giorno dell'attacco giapponese a Pearl Harbor, i P-39 equipaggiavano cinque Pursuit Group dell'aviazione (nel frattempo soggetta ad una profonda riorganizzazione e ridenominata USAAF): il 31st ed il 52nd di base a Selfridge Field (Michigan), l'8th a Mitchell Field (non distante da New York), il 36th a Porto Rico ed il 53rd presso il MacDill Field (in Florida). All'epoca l'Airacobra, unitamente al P-38 Lightning ed al P-40 Warhawk, era tra i caccia più moderni in servizio operativo nelle file dell'aviazione statunitense.
All'inizio del 1942 i vari reparti operativi furono repentinamente trasferiti, e anche operativamente riorganizzati, dalle basi poste nella madrepatria verso dislocazioni ritenute di prima linea nel contrasto alla minaccia giapponese: Australia, Alaska, Hawaii, Panama e Nuova Guinea divennero il nuovo teatro operativo degli Airacobra.
Marzo 1942 - Pacifico
Nel marzo del 1942 il 35th ed il 36th Pursuit Squadron, ora nei quadri dell'8th Pursuit Group, furono inviati in Australia. Dei 41 Airacobra inizialmente impiegati, in poco meno di due mesi ne rimanevano solo 26, mentre i rimanenti erano andati perduti prevalentemente a causa di incidenti meccanici. Il primo scontro con il nemico ebbe luogo il 30 aprile quando i P-39 provenienti dalla base di Seven Mile, nome dovuto alla distanza che la separava da Port Moresby, parteciparono ad una missione di attacco all'aeroporto di Lae, cittadina occupata dai giapponesi all'inizio di marzo. Nell'occasione entrambe le parti lamentarono la perdita di quattro aerei; per quanto riguarda i piloti statunitensi tre di queste prime vittorie ottenute al comando dei P-39 furono ottenute da Boyd "Buzz" Wagner, primo pilota dell'USAAF a conseguire il titolo di asso dell'aviazione nel corso della guerra.
Nella seconda parte del 1942 ed all'inizio del 1943 i P-39 equipaggiavano ancora i reparti dell'USAAF impegnati nelle battaglie di Guadalcanal e di Kwajalein e l'esperienza progressivamente maturata in battaglia ne consigliò l'impiego per il supporto tattico alle truppe di terra.
In seguito quando, sotto il comando dell'ammiraglio William Halsey, le forze statunitensi applicarono la strategia del "salto della rana", l'Airacobra dovette lasciare il campo ai P-38 ed ai P-51 Mustang poiché la sua limitata autonomia non ne consentiva l'impiego.
Come già nel corso dell'esperienza con la RAF, l'Airacobra confermò il proprio punto debole nelle operazioni in quota: il P-39 si dimostrò completamente inadatto al ruolo di intercettore, spesso incapace di raggiungere i bombardieri Betty che operavano a quote intorno ai 25 000 ft (circa 7 600 m). Nel corso dei combattimenti a bassa quota, invece, il P-39 risultò più veloce degli Zero al livello del mare e in grado di infliggere seri danni con il proprio pesante armamento, per quanto il cannone calibro 37 mm fosse soggetto a frequenti malfunzionamenti. Per altro i piloti giapponesi consideravano l'Airacobra un bersaglio relativamente facile da abbattere (in quanto meno maneggevole)  che, eventualmente, era possibile evitare semplicemente salendo a quote più sicure.
Giugno 1942 – Aleutine

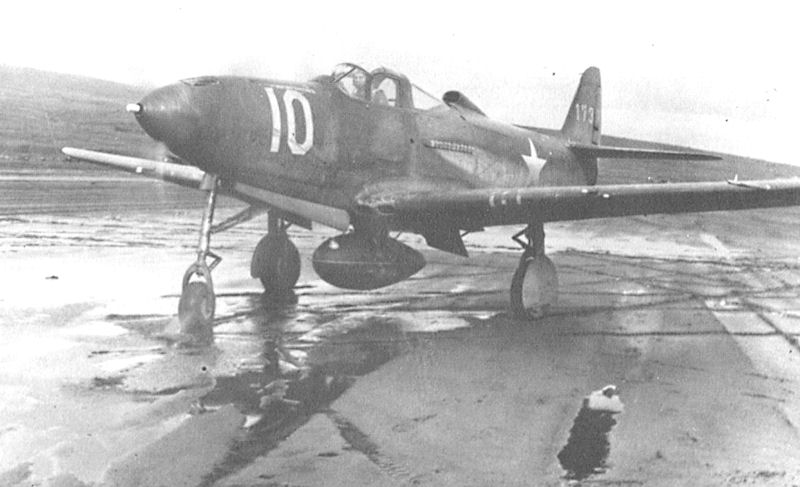
Un P-39E del 42nd Fighter Squadron (parte del 54th Fighter Group) schierato sulla base di Adak, in una foto risalente all'ottobre del 1942.

A partire dal mese di giugno del 1942, i P-39 del 54th Fighter Group furono progressivamente trasferiti verso l'Alaska e le Isole Aleutine, dove raggiunsero i P-40 del 18th Fighter Group ed i F4F Wildcat di un, non meglio precisato, reparto della United States Navy, nell'ambito della campagna delle isole Aleutine.
Il 54th Fighter Group prestò servizio partendo da Elmendorf Field (nei pressi di Anchorage) fino al mese di settembre prima di trasferirsi sulla nuova pista realizzata sull'Isola di Adak, a sole 250 mi (400 km) dalle forze giapponesi attestate a Kiska.
Il 6 ottobre gli americani diedero inizio ad un attacco che, almeno nelle intenzioni, avrebbe dovuto avere ampio respiro, durante la quale un ruolo di rilievo fu assegnato alle azioni di supporto tattico condotte dai P-38, anch'essi nel frattempo trasferiti nella zona, e dai P-39. Le proibitive condizioni atmosferiche determinarono però una considerevole variazione nei piani operativi e, dopo tre soli giorni, gli Airacobra portarono a termine la loro ultima operazione nelle Aleutine.
Nei quattro mesi di impiego nelle Aleutine gli Airacobra si dimostrarono, ancora una volta, efficaci nelle numerose missioni di attacco al suolo, mentre più rari furono gli scontri con i caccia nemici. Nell'occasione furono solamente dieci gli abbattimenti attribuiti ai piloti degli Airacobra, prevalentemente a carico della versione idrovolante dello Zero, il Nakajima A6M2-N.
Agosto 1942 – Regno Unito
Nel corso dello stesso anno 1942, in agosto, il 31st Fighter Group di base nel sud dell'Inghilterra fu dotato dei P-39 che provvide ad impiegare in missioni di attacco sul suolo francese durante le quali le perdite in combattimento contro gli aerei della Luftwaffe risultarono considerevoli. Già a partire dal mese di ottobre, il reparto fu riequipaggiato con gli Spitfire Mk.V ponendo presto fine alla seconda avventura degli Airacobra sul territorio britannico.
Autunno 1942 – Nord Africa
All'inizio del 1943 gli Airacobra equipaggiavano l'81st Fighter Group e due squadron del 68th Observation Group stanziati in Nordafrica per l'operazione Torch, mentre più tardi nello stesso anno furono assegnati anche al 350th Fighter Group ed al 154th Tactical Reconnaissance Squadron, nell'ambito della Twelfth Air Force.
Da allora i P-39 furono utilizzati durante tutto il corso delle operazioni in Nordafrica e nella successiva campagna d'Italia, prevalentemente (ma non esclusivamente) in missioni di attacco al suolo.
In tutto questo lasso di tempo i reparti dell'USAAF registrarono l'abbattimento di 107 P-39, per la maggior parte causati dal fuoco contraereo ricevuto a bassa quota; pur presenti le carenze del velivolo già emerse, il dato rappresenta il più basso rapporto tra missioni compiute ed abbattimenti subiti prendendo in considerazione tutti i caccia dell'USAAF utilizzati nel teatro europeo della seconda guerra mondiale. Nello stesso lasso di tempo gli Airacobra furono accreditati dell'abbattimento di soli venti aerei nemici.
L'Airacobra fu il meno stimato tra i caccia impiegati in grandi quantità da parte dell'USAAF a causa delle sue prestazioni, dell'inaffidabilità del suo armamento, per la sua tendenza ad entrare in vite e per la sua velocità di stallo relativamente elevata. La sua carriera operativa nelle file dell'aviazione statunitense raggiunse il picco nella primavera del 1944 quando si trovarono contemporaneamente in servizio circa 2 100 esemplari, su tutti i fronti di guerra; questo picco però fu ben presto seguito dalla repentina sostituzione del modello, al quale subentrarono sia i P-38 che i più recenti Republic P-47 Thunderbolt e P-51 Mustang.
Tra il mese di aprile (quando venne registrata l'ultima vittoria in combattimento aereo di un P-39 dell'USAAF) e quello di agosto tutti gli Airacobra statunitensi furono relegati a compiti secondari, prevalentemente a fini addestrativi, fino alla fine della guerra.

### Unione Sovietica
Ad impiegare con maggior successo i P-39 fu la sovietica VVS cui ne furono assegnati un numero considerevole: alcuni indicano poco meno di cinquemila esemplari, altri oltre 5 500, mentre altri ancora, più in dettaglio, indicano 4 924. Gli aerei furono inviati verso l'Unione Sovietica in diversi modi: inizialmente tramite convoglio navale (generalmente smontati), in un secondo momento trasferiti in volo dall'Alaska alla Siberia con l'impiego di piloti sovietici, molti dei quali donne. Per altro occorre ricordare che diversi furono anche gli esemplari andati perduti nel corso dei trasferimenti (una fonte ne indica 166, ma altri riportano che tra i primi 212 velivoli provenienti dal Regno Unito, ben 54 sarebbero quelli non arrivati a destinazione).
Il campo di battaglia dell'Est Europa, con combattimenti a bassa quota e relativamente basse velocità, ben si adattava alle caratteristiche dell'Airacobra. I piloti sovietici apprezzarono più di ogni altro il P-39. Nikolaj Gerasimovič Golodnikov, in un'intervista con Andrej Suhrukov, ricordava: 
I primi Cobra “sovietici” avevano un cannone da 20 mm Hispano-Suiza e due mitragliatrici pesanti Browning, sincronizzate e montate in prua, ai lati dell'elica. In seguito, furono forniti i Cobra con il cannone "M-4" da 37 mm e con quattro mitragliatrici, due sincronizzate e due montate sulle ali. “Smontammo subito quelle nelle ali, lasciando solo il cannone e due mitragliatrici”, ricordava in seguito il pilota sovietico Nikolaj G. Golodnikov.
Durante la battaglia del fiume Kuban', i sovietici fecero affidamento soprattutto sui P-39, molto più apprezzati degli Spitfire e dei P-40. Aleksandr Ivanovič Pokryškin, del 16.Gv.IAP, dichiarò 20 abbattimenti durante quella campagna.
Pokryškin, il terzo asso alleato con il maggior numero di abbattimenti (53 vittorie individuali più sei condivise) pilotò il P-39 dalla fine del 1942 fino alla fine del conflitto. Grigorij Andreevič Rečkalov, secondo asso sovietico con il maggior numero di abbattimenti (56 vittorie individuali più 5 in collaborazione) a volte gregario di Pokryškin, quando erano entrambi nel 16.Gv.IAP, ottenne 44 vittorie sull'Airacobra, il che fa di lui il pilota di P-39 di maggior successo in combattimento. Egli conseguì la maggior parte dei suoi abbattimenti sul P-39N-0 numero 42-8747 e P-39Q-15 numero 44-2547. Durante la Grande Guerra Patriottica fu decorato con l'Ordine di Lenin, l'Ordine della Bandiera rossa (quattro volte) l'Ordine di Aleksandr Nevskij, l'Ordine della Guerra Patriottica di 1ª Classe e l'Ordine della Stella rossa (due volte).
E fu un P-39 sovietico a combattere l’ultimo duello aereo della seconda guerra mondiale in Europa, quando il Kapitan Vasilij Pšeničikov, su un Airacobra del 100 GvIAP abbatté un Focke-Wulf Fw 189, il 9 maggio 1945 – a guerra ufficialmente finita -  nel cielo di Praga.

## Versioni
Se non diversamente indicato, i dati sono tratti da "P-39 / P-63" in "www.uswarplanes.net"
- XP-39 (Model 4): un singolo prototipo, senza armamento. Dotata di motore Allison V-1710-17 con turbocompressore a gas di scarico[14].
  - XP-39B: nuova designazione del prototipo, aggiornato dopo le prove in galleria del vento e dotato della variante V-1710-39 del motore Allison, priva del turbocompressore[15];
- XFL-1 (Model 5): singolo esemplare destinato all'U.S. Navy, caratterizzato da fusoliera più corta e carrello triciclo posteriore;

- YP-39 (Model 12): tredici esemplari di preserie; equipaggiati con motore Allison V-1710-37[15] riportavano variazioni di dettaglio rispetto al primo prototipo ed erano equipaggiati con l'armamento nel muso, come da progetto: un cannone calibro 37 mm, due mitragliatrici calibro 0.50 in e due calibro 0.30 in. Inizialmente la loro designazione fu YP-39A;
- P39-C (Model 13[62][88]): venti esemplari dotati di motore Allison V-1710-35[62] e variazioni nell'armamento: le due mitragliatrici da 0.30 in nel muso vennero eliminate ma quattro armi dello stesso tipo vennero alloggiate nelle ali (due per ciascuna semiala). Fu introdotto un pilone per carichi esterni, al centro della fusoliera, che poteva alloggiare alternativamente o un serbatoio di carburante o una bomba, per un peso massimo di 600 lb (272 kg)[62]. Inizialmente fu assegnata loro la designazione P-45;
- P-39D:
  - P-39D (Model 15): 429 aerei che differivano dai P-39C prevalentemente per l'aumento del numero dei proiettili disponibili e per la diversa blindatura della cabina di pilotaggio[48];
  - P-39D-1 (Model 14A): 336 esemplari; montavano il cannone Hispano-Suiza Mk 404 calibro 20 mm in sostituzione del T-4 calibro 37 mm[39];
  - P-39D-2 (Model 14A-1): 158 aerei , di cui dodici attribuiti all'australiana RAAF che assegnò loro la locale denominazione A53; questi aerei si caratterizzavano per il motore Allison V-1710-63 (da 1 325 hp) ed il cannone Hispano-Suiza Mk 404 calibro 20 mm;
  - P-39D-3: denominazione relativa a 26 aerei convertiti (ex P-39D) per la ricognizione fotografica mediante l'installazione di due fotocamere nella parte posteriore della fusoliera[39];
  - P-39D-4: altri 11 esemplari convertiti in ricognitori, partendo però da aerei della serie P-39D-1;
- XP-39E (Model 23): tre esemplari con ala a profilo laminare e dotati di nuovo impennaggio; inizialmente avrebbero dovuto montare il motore Continental V-1430[89] (un dodici cilindri a V rovesciato) ma ritardi nella sua realizzazione portarono all'impiego dell'Allison V-1710-47 con compressore meccanico a due stadi[90]; inizialmente denominati P-76, la loro evoluzione fornì utili elementi per lo sviluppo del P-63 Kingcobra;

- P39-F (Model 15B): 229 aerei dotati di nuova elica e modificati nei collettori dei gas di scarico. Alcuni velivoli furono modificati per l'utilizzo nel supporto tattico ravvicinato e nella ricognizione a bassa quota[35].
  - TP39-F: un esemplare, dotato di un secondo abitacolo, venne trasformato per l'impiego come addestratore;
- P39-J (Model 15B): 25 velivoli, equipaggiati con la più recente versione V-1710-59 del motore Allison;
- P39-K (Model 26A): 210 esemplari, con motore Allison V-1710-63, variazioni marginali agli equipaggiamenti e modifiche all'elica;
- P39-L (Model 26B): 250 unità; nuove modifiche all'elica, nuova ruota al carrello anteriore e possibilità di impiegare razzi al di sotto delle ali;
- P39-M (Model 26D): 240 aerei, dotati della variante V-1710-67 del motore
- P39-N (Model 26C e 26F):variante prodotta in 2 095 esemplari; velivoli dotati del nuovo modello V-1710-85 del motore Allison, da 1 200 hp[29]. Erano dotati di un numero minore di serbatoi interni di carburante al fine di ridurre il peso in condizioni operative[28];
- P39-Q (Model 26Q): 4 905 aerei prodotti, caratterizzati da aggiornamenti nell'armamento, portato a quattro mitragliatrici calibro 0.50 in, ed in altri dettagli; la maggior parte degli esemplari andarono alla Francia ed all'Unione Sovietica nell'ambito della "Legge Affitti e prestiti";
  - TP39-Q: conversione di alcuni esemplari (denominati inizialmente anche RP39-Q), dotati di un secondo abitacolo, destinati all'impiego come addestratore;
  - F2L-1K: due velivoli, trasferiti all'U.S. Navy, destinati al traino di bersagli;
  - XTDL-1: un singolo esemplare, destinato a test della Marina per l'impiego come aeromobile a pilotaggio remoto;
- Airacobra Mk. I (Model 14): 675 esemplari, in configurazione analoga a quella della versione P-39D, in origine destinati alla RAF (che inizialmente li denominò Caribou[62]); di questi solo 85 furono impiegati dagli inglesi, mentre 212, dopo il rifiuto britannico, vennero assegnati all'URSS e 379 trattenuti direttamente in patria dall'USAAF che assegnò loro la designazione, fuori dallo standard, P-400;
  - Airacobra Mk. IA: tre aerei della variante P-39C assegnati alla RAF in funzione di "test di guerra".

## Utilizzatori
Australia
- Royal Australian Air Force

 Francia
- Armée de l'air

 Italia

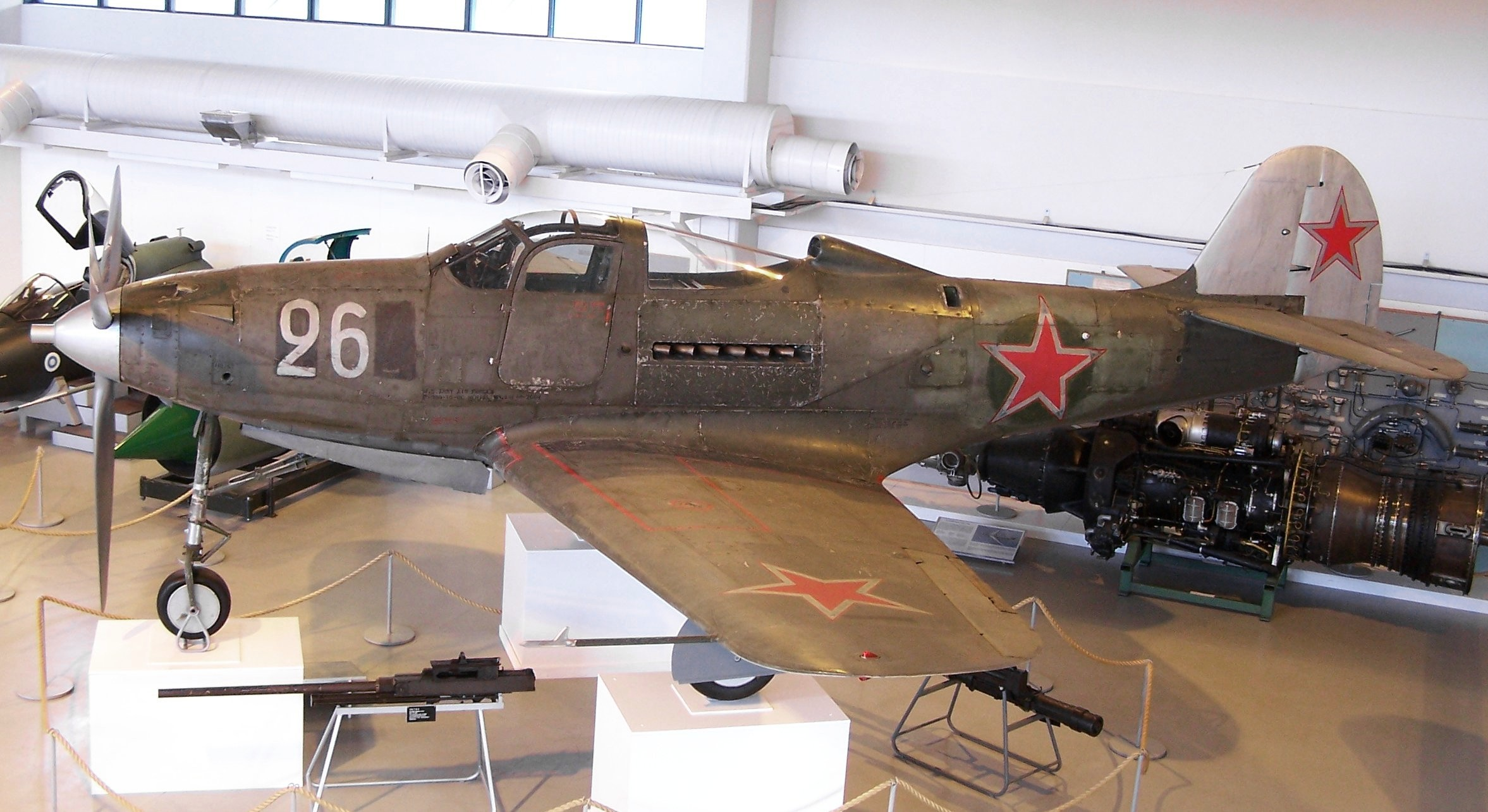
Il P-39Q Airacobra catturato dalle forze armate finlandesi ed ora esposto con l'originale livrea della Voenno-vozdušnye sily sovietica al Keski-Suomen ilmailumuseo di Tikkakoski, distretto di Jyväskylä.

- Aeronautica Cobelligerante Italiana

 Italia
- Aeronautica Militare

 Polonia
- Lotnictwo ludowego Wojska Polskiego

 Portogallo
- Arma da Aeronáutica Militar

 Unione Sovietica
- Voenno-vozdušnye sily

 Regno Unito
- Royal Air Force

 Stati Uniti
- United States Army Air Corps
- United States Army Air Forces

## Velivoli comparabili
Germania
- Messerschmitt Me 509

 Italia
- Piaggio P.119

### Annotazioni
1. ↑  In questo caso le fonti sono concordi nell'indicare la data del primo volo del prototipo rivisitato.
2. ↑  Il numero esatto è difficilmente identificabile, in quanto (seppure per poche unità) risulta pressoché impossibile trovare numeri coincidenti tra le varie fonti prese in considerazione
3. ↑  Denominazione assegnata secondo lo standard adottato dalla Royal Air Force
4. ↑  Nell'Airacobra il movimento della cloche per comandare il gas era in senso opposto rispetto a quello necessario nel Macchi M.C.202 utilizzato in precedenza dagli stessi reparti
5. ↑  Reparto inquadrato nella Royal Auxiliary Air Force, la "riserva" dell'aviazione britannica
6. ↑  Ancora una volta le fonti non concordano sulla data esatta
7. ↑  La denominazione "Fighter" avrebbe sostituito quello di "Pursuit" nel maggio successivo
8. ↑  La sigla indica "Reggimento Aviazione da Caccia della Guardia" (in russo Гвардейский Истребительный Авиационный Полк?, traslitterato come "Gvardejskij Istrebitel'nyj Aviacionnyj Polk")

### Fonti
1. ↑  Army Air Forces Statistical Digest, in "www.usaaf.net".
2. ↑  Kinzey, 1999, p. 15.
3. 1 2 3 4 5 6 7 8 9 10  The Bell P-39 Airacobra & P-63 Kingcobra; P-39D described, in "www.airvectors.net".
4. 1 2  Pelletier, 1992, p. 39.
5. 1 2 3 4  Angelucci e Matricardi, 1978, p. 25.
6. 1 2 3 4 5 6 7 8 9 10  Bell P-39 Airacobra: Introduction and Development, in "www.historyofwar.org".
7. 1 2  Dial, 1971, p. 11.
8. 1 2 3 4 5 6 7 8 9 10 11 12 13 14 15  Pelletier, 1992, p. 37.
9. ↑  Johnsen, 1998, p. 57.
10. 1 2 3 4 5 6 7 8  Pelletier, 1992, p. 25.
11. 1 2 3  Johnsen, 1998, p. 6.
12. 1 2 3 4 5 6 7 8 9 10 11 12 13 14 15 16 17 18  The Bell P-39 Airacobra & P-63 Kingcobra; P-39 origins, in "www.airvectors.net".
13. 1 2 3 4 5 6 7 8 9 10 11 12 13  Bell XP-39 Airacobra, in "www.joebaugher.com".
14. 1 2 3 4 5  Pelletier, 1992, p. 27.
15. 1 2 3 4  Pelletier, 1992, p. 28.
16. 1 2 3 4 5  Dial, 1971, p. 2.
17. ↑  Kinzey, 1999, p. 3.
18. ↑  Dorr e Scutts, 2000, p. 7.
19. ↑  Johnsen, 1998, p. 9.
20. 1 2 3  Bell YP-39 Airacobra, in "www.joebaugher.com".
21. 1 2 3  P-39 / P-63, www.uswarplanes.net.
22. 1 2  Bell P-39J Airacobra, in "www.joebaugher.com".
23. ↑  Juszczak e Peczkowski, 2003, p. 75.
24. ↑  Juszczak e Peczkowski, 2003, p. 76.
25. ↑  Pelletier, 1992, p. 33.
26. ↑  Dorr e Scutts, 2000, p. 78.
27. ↑  Juszczak e Peczkowski, 2003, p. 55.
28. 1 2 3 4  The Bell P-39 Airacobra & P-63 Kingcobra; P-39 variants: export P-400, XP-39E through P-39Q, in "www.airvectors.net".
29. 1 2  Bell P-39N Airacobra, in "www.joebaugher.com".
30. ↑  Dial, 1971, p. 3.
31. ↑  Kinzey, 1999, p. 2.
32. ↑  McDowell, 1980, p. 5.
33. 1 2 3  Johnsen, 1998, p. 8.
34. ↑  Juszczak e Peczkowski, 2003, p. 6.
35. 1 2 3 4 5 6  Pelletier, 1992, p. 31.
36. 1 2  Dorr e Scutts, 2000, p. 51.
37. ↑  Pelletier, 1992, pp. 25-39.
38. ↑  Kinzey, 1999, p. 13.
39. 1 2 3 4 5  Bell P-39D Airacobra, in "www.historyofwar.org".
40. ↑  Dorr e Scutts, 2000, p. 27.
41. ↑  Pelletier, 1992, p. 26.
42. ↑  Dorr e Scutts, 2000, p. 13.
43. ↑  Johnsen, 1998, p. 96.
44. ↑  Kinzey, 1999, p. 9.
45. ↑  McDowell, 1980, p. 7.
46. ↑  Bell P-39C Airacobra, in "www.joebaugher.com".
47. 1 2  Bell P-39C Airacobra, in "www.historyofwar.org".
48. 1 2 3  Bell P-39D Airacobra, in "www.joebaugher.com".
49. 1 2  Juszczak e Peczkowski, 2003, p. 12.
50. 1 2 3 4 5 6 7 8 9 10 11 12 13  Airacobra I for RAF, P-400, in "www.joebaugher.com".
51. 1 2 3 4 5 6 7 8  Bell P-400/ Airacobra I, in "www.historyofwar.org".
52. ↑  Bell P-39Q Airacobra, in "www.joebaugher.com".
53. ↑  Bell P-39Q Airacobra, in "www.historyofwar.org".
54. 1 2 3 4 5 6 7 8 9 10 11 12 13 14 15 16 17  Wartime Service of P-39 with USAAF, in "www.joebaugher.com".
55. 1 2 3  McDowell, 1980, p. 10.
56. 1 2 3 4  Airacobras in the Soviet Union, in "www.joebaugher.com".
57. 1 2 3  Airacobras to Australia, in "www.joebaugher.com".
58. ↑  Airacobras to the Free French, in "www.joebaugher.com".
59. 1 2 3  Airacobras to Italy, in "www.joebaugher.com".
60. 1 2 3 4 5  Pelletier, 1992, p. 36.
61. ↑  ADF Serials - Airacobra, in "www.adf-serials.com.au".
62. 1 2 3 4 5 6 7 8 9  Pelletier, 1992, p. 29.
63. ↑  Dorr e Scutts, 2000, p. 29.
64. 1 2 3 4 5 6 7  Airacobras to Portugal, in "www.joebaugher.com".
65. 1 2 3  Brotzu, Caso e Cosolo, 1972, p. 75.
66. ↑  Molteni, 2012, p. 487.
67. ↑  Molteni, 2012, p. 488.
68. 1 2 3 4 5  Brotzu, Caso e Cosolo, 1972, p. 76.
69. 1 2 3  Molteni, 2012, p. 490.
70. ↑  Molteni, 2012, p. 492.
71. 1 2 3  Molteni, 2012, p. 493.
72. ↑  Sgarlato, 2008.
73. 1 2  Brotzu, Caso e Cosolo, 1972, p. 78.
74. 1 2 3 4 5  Pelletier, 1992, p. 30.
75. 1 2 3  Dorr e Scutts, 2000, p. 26.
76. 1 2 3 4 5 6 7 8 9 10 11 12 13 14 15 16 17 18  Bell P-39 Airacobra in American Service, in "www.historyofwar.org".
77. 1 2 3  Dorr e Scutts, 2000, p. 72.
78. 1 2  Dorr e Scutts, 2000, p. 73.
79. ↑  Dorr e Scutts, 2000, p. 75.
80. 1 2  Bell P-39 Airacobra in Soviet Service, in "www.historyofwar.org".
81. 1 2  Airacobra in service / Soviet Cobra clones, in "www.airvectors.net".
82. 1 2  Drabkin, 2007, p. 133.
83. ↑  Morgan, 1999, p. 20.
84. ↑  Morgan, 1999, p. 62.
85. ↑  Morgan, 1999, pp. 59-62.
86. ↑  Håkan Gustavsson, Soviet biplane fighter aces - Grigorii Rechkalov.
87. ↑  Bergstrom 2008, p. 124.
88. ↑  Juszczak e Peczkowski, 2003, p. 4.
89. ↑  Bowers, 1979, p. 25.
90. ↑  Bell XP-39E Airacobra, in "www.historyofwar.org".

### Pubblicazioni
- (EN) Peter M. Bowers, Airborne Cobra Pt. II, in Airpower, vol. 9, n. 1, gennaio 1979.
- Emilio Brotzu, Michele Caso e Gherardo Cosolo, Bell P.39 M/N/Q, in Dimensione Cielo - Aerei italiani nella 2ª guerra mondiale, Caccia assalto, n. 3, Roma, Bizzarri, 1972,  pp. 73-78.
- (EN) Jay Frank Dial, The Bell P-39 Airacobra, in Aircraft Profile, n. 165, Leatherhead, UK, Profile Publications Ltd., luglio 1971.
- (EN) Frederick A. Johnsen, Bell P-39/P-63 - Airacobra & Kingcobra, in WarbirdTech Series, vol. 17, North Branch, USA, Speciality Press, 1998, ISBN 978-1-58007-010-2.
- (EN) Bert Kinzey, P-39 Airacobra in detail, vol. 63, Carrollton, Squadron/Signal publications, 1999, ISBN non esistente.
- (EN) Ernie McDowell, P-39 Airacobra, in In Action, n. 102, Carrollton, Texas, USA, Squadron Signal Publications, 1980, ISBN 978-0-89747-102-2.
- Nico Sgarlato, Aermacchi C.202 Folgore, in I Grandi Aerei Storici, Parma, Delta, 2008.